# Andrzej Stępień
Andrzej Stępień (ur. 16 lipca 1953 w Cieplicach Śląskich) – polski lekkoatleta, olimpijczyk.
Startował w biegu na 400 metrów. Wystąpił w nim na igrzyskach olimpijskich w 1980 w  Moskwie, gdzie w biegu indywidualnym odpadł w ćwierćfinale, a sztafeta 4 × 400 metrów z jego udziałem w przedbiegach. Startował także na mistrzostwach Europy w 1982 w Atenach, w których odpadł w półfinale, a sztafeta (Ryszard Wichrowski, Ryszard Szparak, Stępień i Ryszard Podlas) zajęła 4. miejsce. Wziął udział w mistrzostwach świata w 1983 w Helsinkach w sztafecie 4 × 400 metrów, która nie ukończyła biegu finałowego. Podczas halowych mistrzostw Europy w 1985 w Pireusie odpadł w półfinale bieg na 400 metrów.
Dwanaście razy zdobywał mistrzostwo Polski na otwartym stadionie:
- bieg na 400 metrów - 1981, 1982, 1983, 1984, 1985 i 1986
- sztafeta 4 × 400 metrów - 1977, 1979, 1980, 1981, 1982 i 1984[5].

Był również halowym mistrzem Polski w 1985 w bieg na 400 metrów. 
Jego rekord życiowy na 400 m wynosi 46,10 s. Był zawodnikiem MKS Karkonoszy Jelenia Góra, Śląska Wrocław i Floty Gdynia. W barwach tego ostatniego klubu odnosił największe sukcesy. Po zakończeniu kariery zawodniczej został działaczem sportowym, m.in. jako dyrektor Floty Gdynia.